# Campanha de submarinos do Atlântico da Primeira Guerra Mundial

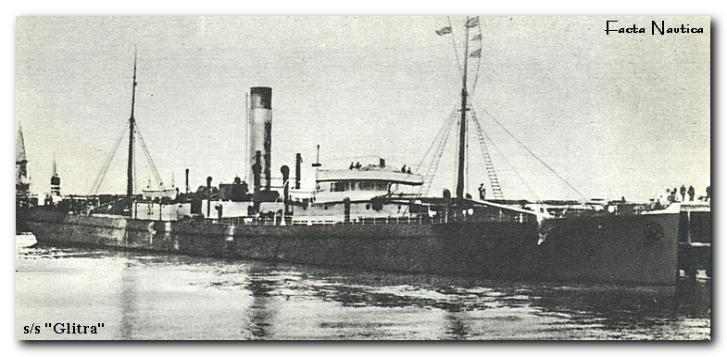
SS Gliltra atracado. Este navio foi o primeiro navio mercante britânico afundado por U-boats alemães.

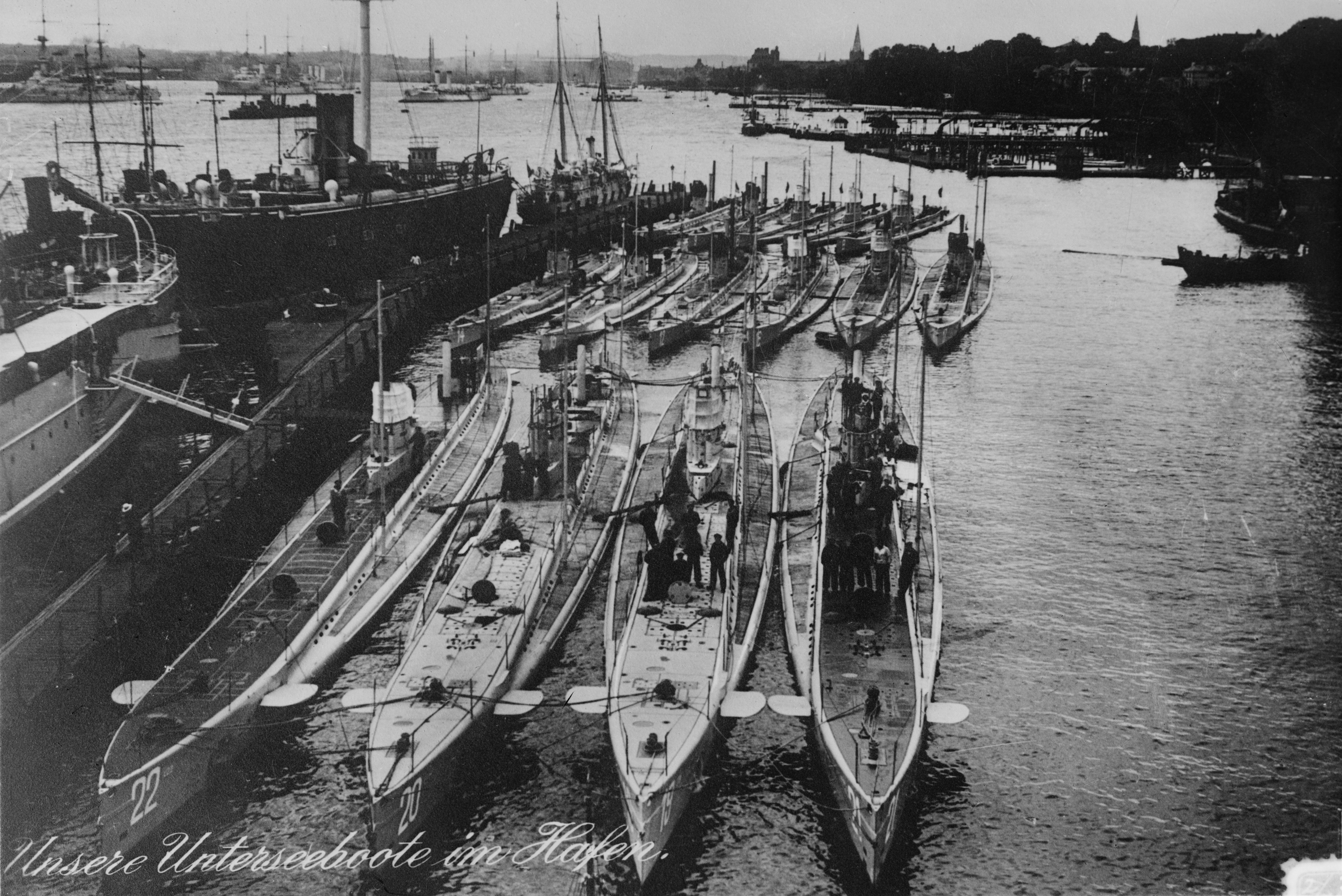
Submarinos alemães ancorados em Kiel.

A campanha de submarinos do Atlântico da Primeira Guerra Mundial (às vezes chamada de "Primeira Batalha do Atlântico", em referência à campanha da Segunda Guerra Mundial com esse nome) foi o prolongado conflito naval entre submarinos alemães e as marinhas aliadas em águas atlânticas - os mares ao redor das Ilhas Britânicas, o Mar do Norte e a costa da França.
Inicialmente, a campanha dos submarinos foi dirigida contra a Grande Frota Britânica. Mais tarde, a ação da frota de submarinos foi estendida para incluir ações contra as rotas comerciais das potências aliadas. Esta campanha foi altamente destrutiva, e resultou na perda de quase metade da frota da marinha mercante britânica durante o curso da guerra. Para combater os submarinos alemães, os Aliados moveram navios para comboios guardados por contratorpedeiros, bloqueios como a Barragem de Dover e campos minados foram colocados, e patrulhas de aeronaves monitoraram as bases de submarinos.
A campanha de submarinos não foi capaz de cortar suprimentos antes que os EUA entrassem na guerra em 1917 e, no final de 1918, as bases de submarinos foram abandonadas diante do avanço aliado.
Os sucessos e fracassos táticos da Campanha de U-boat do Atlântico mais tarde seriam usados como um conjunto de táticas disponíveis na Segunda Guerra Mundial em uma guerra semelhante de U-boat contra o Império Britânico.